# Schmidt–Rubin
Os fuzis Schmidt-Rubin foram uma série de fuzis de serviço do Exército Suíço em uso entre 1889 e 1958. Eles se distinguem pela ação por ferrolho de tração direta inventada por Rudolf Schmidt e usam os cartuchos GP90 7,5×53,5 e GP11 7,5×55 Schmidt–Rubin de Eduard Rubin.

## Modelos

### Schmidt–Rubin 1889

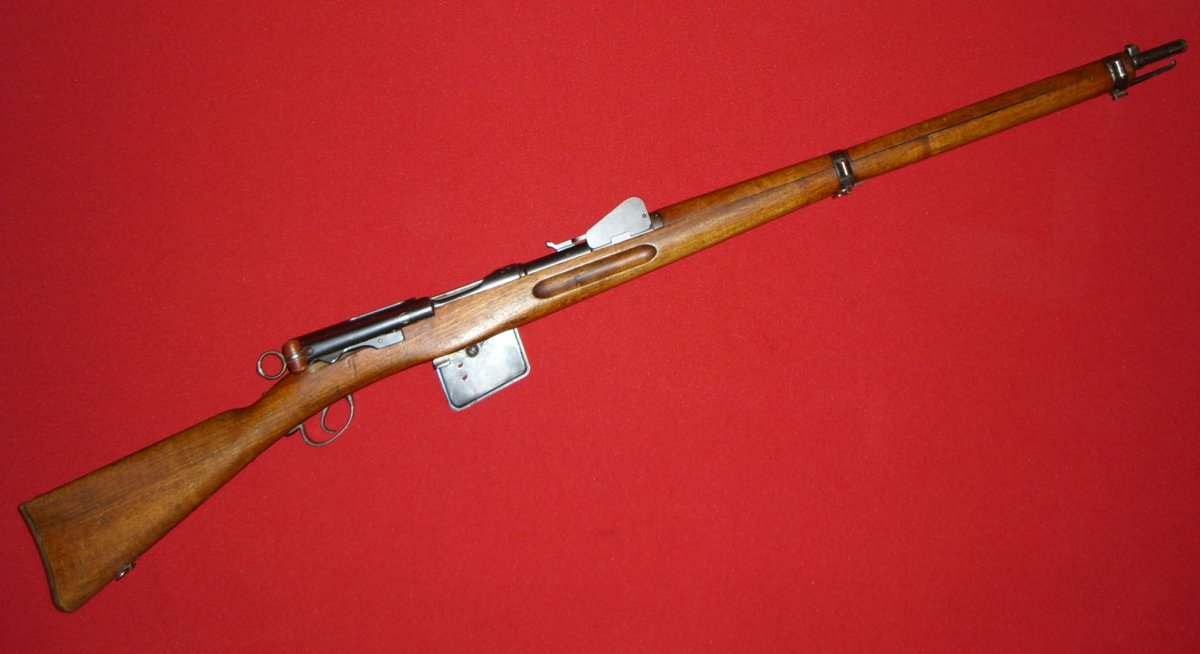
Fuzil Schmidt–Rubin Modelo 1889 com câmara para o cartucho GP11 7,5×53,5mm

O Modelo 1889 foi o primeiro da série de fuzis Schmidt-Rubin que serviu a Suíça de 1889 a 1958. O fuzil leva o nome do projetista de sua ação, o Coronel Rudolf Schmidt, e do projetista de sua munição, o Coronel Eduard Rubin. A produção do fuzil começou em 1891. A ação por ferrolho de tração direta permite que o operador puxe o ferrolho diretamente para trás para destravar a ação, engatilhar o percussor, extrair e ejetar o cartucho gasto em um movimento e, em seguida, empurrar o ferrolho para frente para colocar um cartucho na câmara e travar a ação. Isso é oposto à ação do ferrolho tradicional, que exige que o usuário levante a alavanca do ferrolho para destravar a ação antes de puxar o ferrolho para trás. O fuzil tem aproximadamente o comprimento de um mosquete, com um cano flutuante, carregador de 12 tiros e coronha de madeira que se estende quase até a ponta do cano. O Schmidt-Rubin 1889 era uma arma avançada para a época e um dos primeiros fuzis a usar munição com revestimento de cobre como munição padrão. A maioria dos cartuchos usados na Europa na época, com exceção do cartucho de 8 mm com revestimento de metal do fuzil Lebel modèle 1886, era de calibre .45, em oposição ao revolucionário calibre .308 do cartucho GP11 7,5x53,5 mm, projetado pelo Coronel Rubin em 1882. O cartucho era "remendado com papel": o projétil era envolto por um pedaço de papel, cobrindo a haste de chumbo exposta do projétil, enquanto uma capa de aço cobria a ponta do projétil. O remendo de papel ajudava a evitar a contaminação do cano por chumbo. Em 1923, muito tempo após a descontinuação do Modelo 1889, o cartucho GP11/23 7,5x54,5 mm foi produzido sem o remendo de papel, em vez de usar uma camisa completa ao redor do projétil. O modelo 1889 foi substituído por seus modelos sucessores, incluindo o modelo 1896, modelo 96/11, modelo 1911 e carabina modelo 1911.

### Schmidt-Rubin modelo 1889/96
O Schmidt-Rubin Modelo 1889/96 foi o substituto do 1889. A maior mudança foi mover os ressaltos de travamento da parte traseira para a frente da luva do ferrolho, permitindo que o receptor fosse ligeiramente encurtado. A mudança também permitiu que o ferrolho e o receptor suportassem mais pressão. O Coronel Schmidt foi solicitado a fazer isso para o modelo 1889, mas recusou, dizendo que não era possível. O Coronel Vogelsgang e seu assistente Rebholz elaboraram os detalhes, que não eram complexos, mas exigiram tempo para serem reequipados. O sistema de fuzil foi adotado em 1896. Quando o cartucho foi modificado em 1911 para aumentar a velocidade da bala, o sistema de ferrolho de 1896 foi usado. Quase todos os fuzis modelo 89/96 foram convertidos para 96/11; apenas alguns permanecem na configuração original, a maioria deles fuzis de série privada em vez de emissão militar.

### Fuzil cadete Schmidt-Rubin Modelo 1897
O fuzil para cadetes Schmidt-Rubin Modelo 1897 foi concebido para substituir os antigos fuzis Vetterli. Os fuzis Modelo 97 eram de tiro único, utilizando o mecanismo de ferrolho do fuzil Schmidt-Rubin Modelo 89/96. O fuzil deveria utilizar um cartucho GP90 7,5x53,5 mm de potência reduzida, para cadetes. As miras dos fuzis eram graduadas tanto para a carga leve quanto para a carga padrão. Aproximadamente 7.900 fuzis para cadetes foram fabricados.

### Mosquetão Modelo 1899/1900
O mosquetão modelo 1899/1900 foi uma resposta à demanda por um mosquetão que substituísse a impopular carabina Mannlicher modelo 1893 de tração direta. O mosquetão 99/00 destinava-se ao uso pela artilharia e outras tropas de retaguarda. O projeto começou em fevereiro de 1900 e a produção em 1901, perdurando por 10 anos (foram fabricadas 18.750 unidades). Foi distribuído para tropas de fortaleza, artilheiros, tropas de bicicleta e companhias de balões. O mosquetão modelo 99/00 pode ser equipado com a baioneta modelo 1889/92 e a baioneta modelo 1906. A maioria dos mosquetões 99/00 e 1905 posteriores foram convertidos para carabinas modelo K11 quando o cartucho GP11 foi adotado; restam muito poucos fuzis não convertidos.

### Fuzil Schmidt-Rubin 1896/11
O fuzil Schmidt-Rubin 1896/11, ou Modelo 96/11, foi uma atualização suíça dos fuzis 89/96 que eles tinham, para usar o cartucho mais potente adotado como GP11. O cartucho GP11 operava com uma pressão de câmara mais alta, que a ação 89/96 poderia facilmente suportar. Os fuzis modelo 89/96 foram modernizados pela troca do cano raiado de três ranhuras por um novo tipo de 4 ranhuras, adicionando uma empunhadura de pistola à coronha, trocando o carregador para o tipo de 6 cartuchos usado no mosquetão 1900 e modernizando as miras. Isso também simplificou a aparência dos fuzis. Como eram necessários mais fuzis do que os disponíveis, o fuzil modelo 1911, com pequenas alterações, foi colocado em produção. Quase todos os mais de 127.000 fuzis modelo 89/96 foram convertidos para as especificações 96/11.

### Fuzil Modelo 1911

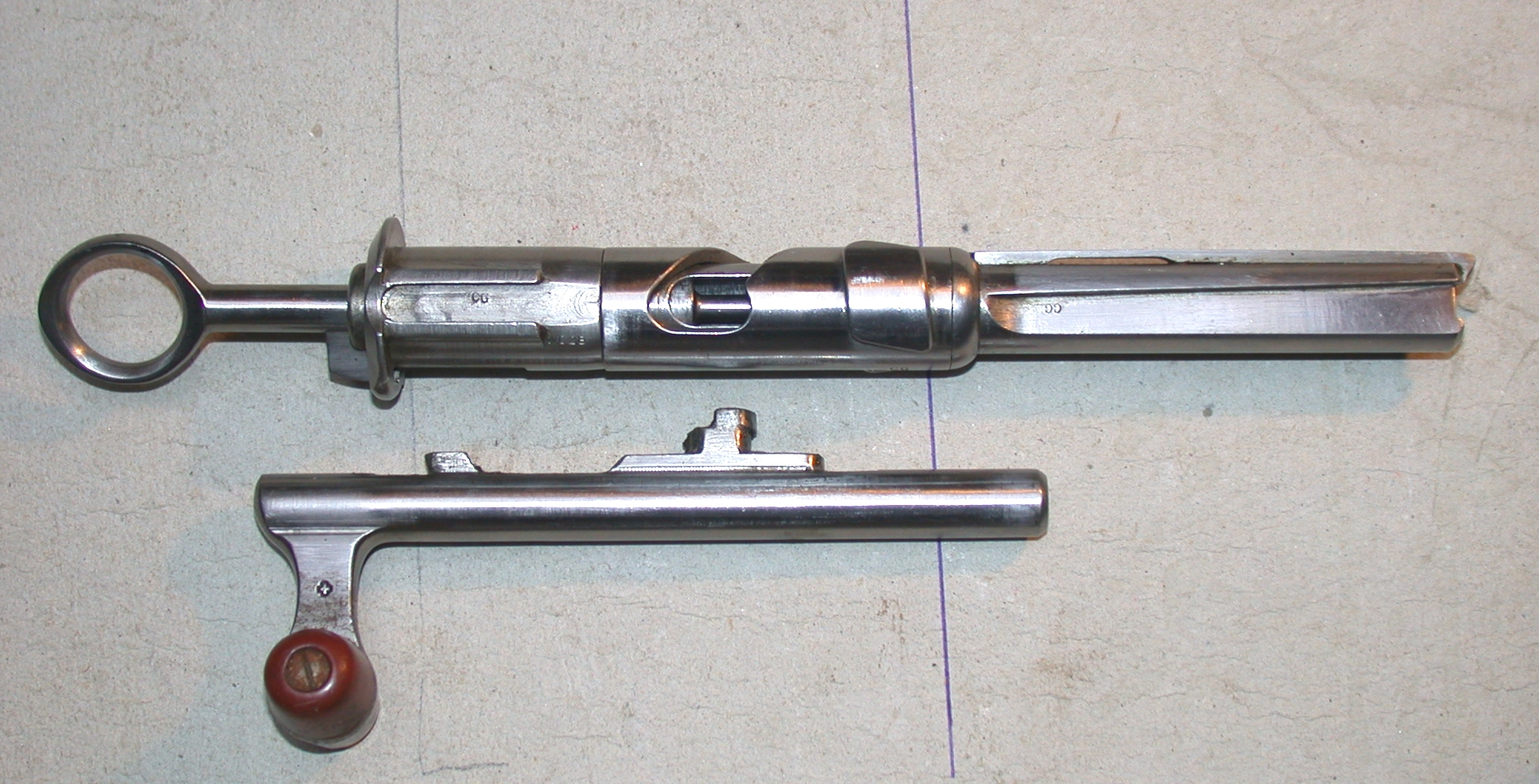
Ferrolho do fuzil e carabina modelo 1911, haste de operação removida

Uma melhoria em relação à versão original de 1889 do fuzil Schmidt-Rubin, o Swiss M1911 colocou os ressaltos de travamento no meio do ferrolho, em vez de na parte traseira, fortalecendo a ação e permitindo o uso de um cartucho mais potente, o Gewehrpatrone 11 ou GP 11. Ele se distingue do fuzil 96/11 por uma soleira curva e por uma coronha com semi-empunhadura de pistola integrada. Utiliza uma mira tangente graduada que começa a 300 metros. Os fuzis 1911 e 96/11 foram fabricados com excelente acabamento e eram excepcionalmente precisos. Como a Suíça permaneceu neutra durante as duas guerras mundiais, os fuzis restantes estão tipicamente em condições muito melhores do que outros fuzis europeus da época.

### Carabina Modelo 1911 ("K11")
Tropas de apoio, cavalaria e outras unidades precisavam de um fuzil mais curto, então os suíços projetaram a carabina Modelo 1911, menor e mais leve que o fuzil, e ainda muito precisa. Tornou-se a favorita do Exército Suíço, e sua popularidade contribuiu para o projeto de sua sucessora, a K31. A produção da carabina K11 incluiu a conversão dos mosquetões modelos 1900 e 1905 para as especificações mais recentes; os mosquetões anteriores raramente são encontrados em seu estado original. O fuzil e a carabina K11 foram as últimas armas Vogelsgang/Rebholz produzidas.

### Outros modelos
Outros modelos incluem:
- Carabina K31, um desenvolvimento posterior significativo que ainda utilizava a tração direta, mas muito diferente e aprimorada em relação ao antigo projeto do Schmidt. Adolf Furrer projetou a ação da K31.
- Carabina Modelo 1905
- ZfK31/42 e /43
- Fuzil de precisão Z fK55